# Echinus (kapiteel)

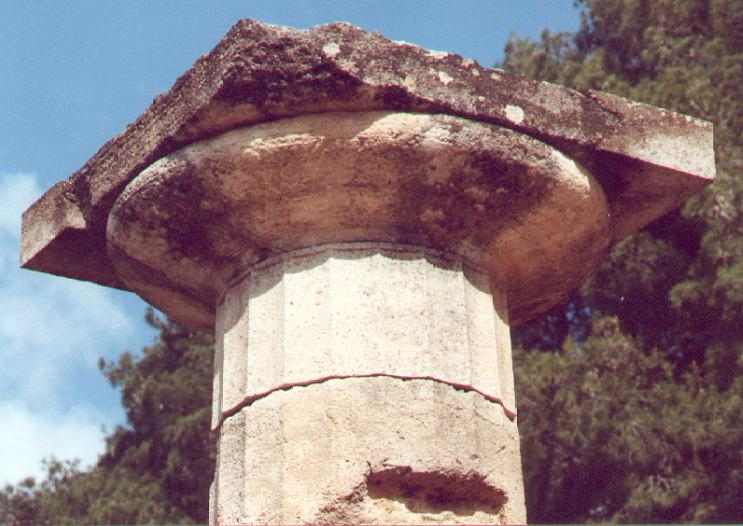
Dorisch kapiteel van de Hera-tempel in Olympia met een echinus onder de abacus

De echinus (van het Griekse: ἐχῖνος, "zee-egel"), een rond soort "kussen", vormde samen met de abacus ( een vierkante dekplaat), het eenvoudig kapiteel dat boven op een zuil van de Dorische orde werd geplaatst. Dit type kapiteel wordt kussenkapiteel genoemd.